# Rodolfo Santana
Rodolfo Santana (Guarenas; 25 de octubre de 1944-Caracas, 21 de octubre de 2012) fue un dramaturgo y director de teatro venezolano. Escribió más de ochenta obras, muchas de ellas traducidas a diversos idiomas y representadas en Latinoamérica y Europa. Las obras teatrales de Rodolfo Santana han sido una de las más persistentes de la dramaturgia venezolana. Quizás también la más revisada y reescrita por su propio autor, para quien los matices esenciales del texto dramático eran indesligables del propio devenir histórico, cultural, político e intelectual.

## Inicios y carrera
Nació en la ciudad de Guarenas, Estado Miranda, Venezuela, siempre se había reconocido como escritor. Desde los quince años escribía cuentos y novelas breves. A los 19 años comenzó a formar grupos de teatro en las áreas populares de Caracas, en los sectores de Petare, donde se inició su carrera dramatúrgica, tomando como referencia la problemática social, lingüística, cultural y humana de Venezuela en especial y el latinoamericano en general. 
En 1968 obtuvo, con la obra La muerte de Alfredo Gris, el Primer Premio en el Concurso de Dramaturgia promovido por la Universidad del Zulia en la ciudad de Maracaibo, Estado Zulia, Venezuela. En esa misma oportunidad logró una mención de honor con la obra Los hijos del Iris, además que en el siguiente concurso de la misma universidad, en el año 1969, su obra El ordenanza, logró el segundo premio. 
En la oportunidad que trabajó en los barrios como director de grupos, sin aporte de ningún tipo, intentó encontrar los soportes de una estética en medio de tantas restricciones, la encontró en un lenguaje donde el espectador se sentía referenciado, elaborando el espectáculo a partir de recursos sintéticos que permitían el fácil traslado y especialmente bajos costos.

## Como director de teatro
Para 1969 se vinculó a los procesos teatrales universitarios y en 1970 comenzó a dirigir el Teatro Universitario de Maracay, dependiente de la Universidad Central de Venezuela. Ese año obtuvo el Premio Nacional de Teatro, que se otorgaba por primera vez en Venezuela, con la obra Barbarroja e, igualmente, estrenó en Valencia, Estado Carabobo, su obra El sitio, en el marco del I Festival de Teatro de Provincia, logrando el Premio «Juana Sujo» a la mejor obra del año. En 1971 fue becado por el Instituto Nacional de Cultura y Bellas Artes. Durante dos años su trabajo se radicó en España, Inglaterra, Francia y luego en Colombia, Perú y México. 
Es investigador de las distintas tendencias de la escena latinoamericana y autor de obras que intentaban una reflexión detenida sobre algunos puntos de la variada gama temática del continente americano: violencia, identidad, costumbres, sincretismos, magia, santería, el poder político, influencia de los medios de comunicación, el deporte en las sociedades, etc. En 1972 obtuvo una mención de honor con la obra Tarántula en el Premio Internacional «León Felipe» promovido por la Editorial Finisterre de México. Ese año, el montaje de su obra La Farra logró el Premio «Juana Sujo» a la mejor obra del año. 
Fue invitado en 1973 a la Universidad de California por el Departamento de Portugués y Español. Allí, con un grupo de estudiantes, estrenó la obra Moloch, que participó en el Festival de Teatro Chicano celebrado en la ciudad de San Antonio. Asistió como invitado especial al V Festival Internacional de Teatro de Manizales que fue celebrado en Colombia y a la Muestra Mundial de Teatro en San Juan, Puerto Rico. 
Al regresar a Venezuela, en 1974, fundó el Laboratorio de Investigación Teatral, dependiente de la Dirección de Cultura de la Universidad del Zulia. Allí, en Maracaibo, dirigió obras de calle, teatro de cámara y un espectáculo experimental llamado El Gran Circo del Sur, que participó en el III Festival Internacional de Teatro de Caracas en 1975, obteniendo el Premio Nacional de la Crítica a la mejor obra.

## Como guionista de cine
A partir de 1975 inició una intensa actividad como guionista de cine. Para el director venezolano Clemente de la Cerda, fallecido en 1986, escribió los guiones:
- El reincidente, en 1975.
- El crimen del penalista, en 1976.
- Compañero de viaje, Premio Municipal al mejor guion cinematográfico en el año 1979.
- Los criminales, basado en su obra teatral, en 1981.

A la actividad como guionista se agrega la de Director de Arte en el rodaje de las películas y la dirección del Grupo Teatral Cobre fundado en 1976. Para Mauricio Wallerstein, director de cine mexicano radicado en Venezuela, escribió el guion del largometraje La empresa perdona un momento de locura en 1976, basado en la obra de teatro de su autoría. 
En 1979 fue invitado como representante de Venezuela al Congreso Mundial de la Paz y a la III Conferencia Cultural de Las Naciones en New Delhi, India. Rodolfo fue un dramaturgo que buscaba reflejar con profundidad los conflictos existenciales del ser humano, con esa justa dosis de humor que caracteriza al latinoamericano.
Fue miembro de un grupo dramatúrgico calificado por él de La Patota, que integró a Rodolfo junto a Roberto Ramos Perea, Eduardo Rovner, Mauricio Kartún, Marco Antonio de la Parra, Fermín Cabal y Guillermo Schmidhuber de la Mora, representando a seis países hispanos. Juntos publicaron Itinerario del autor Iberoamericano (Editorial Ateneo Puertorriqueño, 1997), bajo el nombre Grupo de Estudios Dramatúrgicos Iberoamericano (GEDI).

## Sus obras
| - 1961: Elogio a la tortura - 1964: Los Hijos del Iris - 1965: La Muerte de Alfredo Gris - 1966: - El sospechoso suicidio del señor Ostrovich - Algunos en el Islote - El Ordenanza - 1967: - Moloch - Naufragio - Tarántula - Tiránicus - 1968: - El Sitio - Los Criminales - Nuestro Padre, Drácula - 1969: - Barbarroja - El Ring de la Seguridad Nacional y otras torturas - La Farra - Las Camas - 1970:Babel - 1971: - El Gran Circo del Sur - Los Ancianos - Nunca entregues tu corazón a una muñeca sueca - 1972: - El Animador - El Ejecutor - Historias del Barrio - 1973: La Horda | - 1974: La Empresa perdona un momento de locura - 1975: - Crónicas de la Cárcel Modelo - Gracias José Gregorio Hernández y Virgen de Coromoto por los Favores Recibidos - 1976: - Fin de Round - Un lugar donde nadie nos mire los zapatos - 1978: - Crónicas de la Cárcel Modelo - Encuentro en el Parque Peligroso - 1981: Ese Bolero es mío - 1982: Rock para una abuela Virgen - 1984: - Con los Fusibles Volados - Baño de Caballeros - 1985: Los ejércitos de Zapata combaten sin reglamentos - 1986: Baño de Damas - 1987: - Mirando al Tendido - Rumba caliente sobre el muro de Berlín - 1989: El asesinato múltiple como diversión pública - 1990: Ángel Perdido en la Ciudad Hostil - 1991: Santa Isabel del Video - Obra para dormir al Público, dedicada a Guillermo Schmidhuber - 1994: Asesinas Anónimas - 1996: Santa Estrella del Porno - 1998: El Hada Azul no tiene Celular - 2000: Asalto al Viento - 2001: Una tarde poco fastidiosa - 2011: Ocho piezas de teatro breve |